# Deichmann
Se även Jonas Deichmann, Bartholomæus Deichman
Deichmann är ett tyskt företag som säljer skor och tillbehör. Företaget har över tusen försäljningsställen i Tyskland och över 4000 butiker runt om i Europa. Deichmann är Europas största skokedja.
Deichmann gör mycket för välgörande ändamål och en del av vinsten går till olika fonder för hjälp till tredje världen.
Deichmann är huvudsponsor till EHF Champions League.